# Rhynchostegiella tenuicaulis
Rhynchostegiella tenuicaulis là một loài Rêu trong họ Brachytheciaceae. Loài này được (Spruce) Kartt. miêu tả khoa học đầu tiên năm 1990.